# Mnium stellare
Mnium stellare, das Echte Sternmoos, ist eine Laubmoos-Art aus der Familie Mniaceae.

## Merkmale
Mnium stellare bildet weiche, dunkelgrüne, im Inneren bräunlich-rhizoidfilzige, etwa 2 bis 6 Zentimeter hohe Rasen. Junge Pflanzen sind hellgrün. Die Stämmchenblätter sind feucht aufrecht abstehend und glatt, trocken leicht verdreht und wellig, bis 4 Millimeter lang und 2 Millimeter breit, lanzettlich bis breit-eiförmig und scharf zugespitzt. Der Blattrand hat keinen Randsaum (andere europäische Mnium-Arten haben einen Randsaum) und ist meist in der oberen Blatthälfte stumpf gezähnt. Die unterseits glatte Blattrippe endet deutlich vor der Blattspitze. 
Die Blattzellen sind unregelmäßig sechseckig, 18 bis 44 µm lang und 15 bis 25 µ breit, nicht getüpfelt und haben schwach verdickte Zellecken.
Das Moos ist diözisch. Sporogone wachsen einzeln, tragen auf der 1,5 bis 3,5 Zentimeter langen, rötlichen Seta eine längliche und waagrechte bis geneigte Sporenkapsel mit hochgewölbtem, stumpfem Deckel. Sporen sind fein papillös, gelbgrün und etwa 22 bis 33 µm groß. Sporenreife ist im Mai und Juni, die Art fruchtet jedoch selten.

## Ökologie
Mnium stellare wächst an feucht-schattigen Standorten auf kalkhaltigem oder basenreichem Untergrund und besiedelt hier Waldboden, offenerdige Böschungen, übererdetes Gestein und Felsspalten.

## Verbreitung
Das Moos kommt in Europa von den Tieflagen bis in die untere alpine Stufe vor und ist insgesamt recht häufig. Weitere Vorkommen gibt es in Asien, Nordafrika und dem östlichen Nordamerika.